# Manče
Manče (Duits: Mannsberg) is een plaats in Slovenië en maakt deel uit van de gemeente Vipava in de NUTS-3-regio Goriška. De plaats telde 142 inwoners op 1 januari 2020.

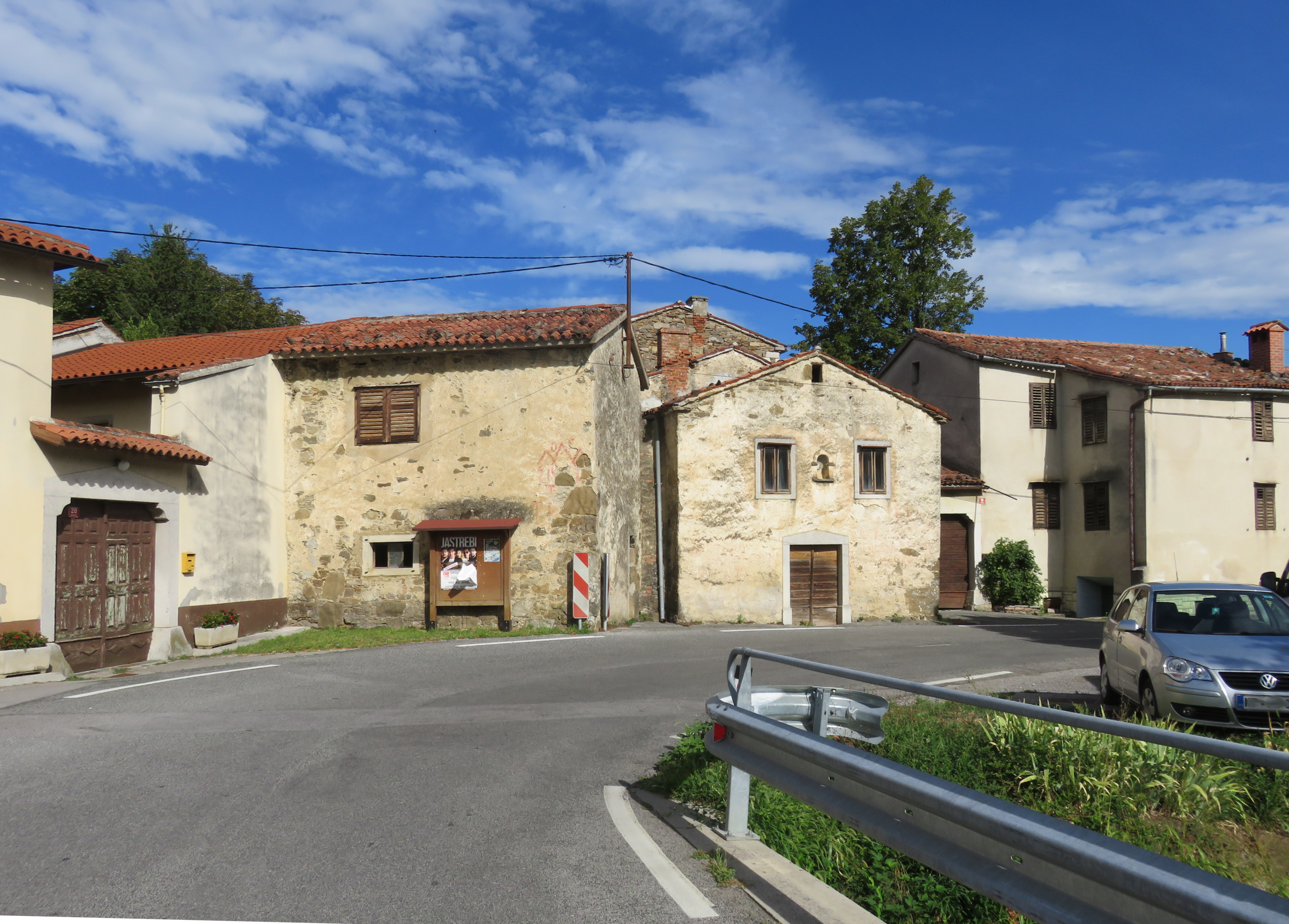
Dorpsaanzicht